# FC Torinese
Football Club Torinese – włoski klub piłkarski z siedzibą w Turynie.

## Historia
FC Torinese (niektóre źródła podają Foot-Ball Club Torinese) został założony w 1894 roku w Turynie, a rozpadł się w 1906 roku. Był jednym z najsilniejszych klubów włoskiego futbolu w tamtym czasie i uczestniczył w pierwszych mistrzostwach Włoch w 1898 roku. Piłkarze na tę okazję ubrane były w koszulki o jednolitych czarno-złotych paskach pionowych, jakie zażyczył sobie jej pierwszy prezes markiz Alfonso Ferrero di Ventimiglia. W półfinale zespół przegrał 0:1 z Internazionale Torino, a w 1900 przegrał w finale z Genoa CFC – 0:1.
W 1900 roku odbyła się fuzja z miejscowym rywalem Internazionale Torino, klubem założonym w 1891 roku, po czym zatrzymał swoją nazwę. W 1904 zespół po raz ostatni uczestniczył w rozgrywkach o tytuł mistrzowski Włoch, ale przegrał w rundzie pierwszej 0:1 z Juventusem. W 1905 w eliminacjach Piemontu FC Torinese, początkowo zgłosił się do turnieju, a następnie wycofał się, pozostawiając awans do następnej rundy Juventusowi.
3 grudnia 1906 roku, po przejściu kilku byłych członków Juventusu na czele z kapitanem Alfredem Dickem, odbyła się fuzja z Torino FC, a Torinese przestał istnieć.
Przez kilka lat w klubie występował przyszły trener narodowej reprezentacji Vittorio Pozzo.

## Sukcesy

### Trofea międzynarodowe
Nie uczestniczył w rozgrywkach europejskich (stan na 31-05-2013).

### Trofea krajowe
| \| \| Zdobyte trofea w rozgrywkach Włoch (stan na: 1-01-2014) \| |                                                         |      |          |
| Rozgrywki                                                        | Osiągnięcie                                             | Razy | Sezon(y) |
| · Mistrzostwo                                                    | I miejsce                                               | 0    |          |
| · Mistrzostwo                                                    | II miejsce                                              | 1    | 1900     |
| · Mistrzostwo                                                    | III miejsce                                             | 1    | 1902     |
| · Puchar                                                         | zdobywca                                                | 0    |          |
| · Puchar                                                         | finalista                                               | 0    |          |
| II liga                                                          | I miejsce                                               | 0    |          |
| II liga                                                          | II miejsce                                              | 0    |          |
| II liga                                                          | III miejsce                                             | 0    |          |
| Włochy                                                           | Zdobyte trofea w rozgrywkach Włoch (stan na: 1-01-2014) |      |          |

## Stadion
Klub rozgrywał swoje mecze domowe na stadionie Stadio Motovelodromo Umberto I w Turynie, który może pomieścić 15,000 widzów.